# Parque Natural da Ria Formosa
Parque Natural da Ria Formosa är en naturpark (parque natural) i Algarve i södra Portugal som är 18 400 hektar stor.
Den omfattar Ria Formosalagunen samt en mängd små öar och halvöar, sanddyner, stränder, våtmarker, små kanaler, söta vattendrag och saltbassänger.
Naturparken är 60 km lång och sträcker sig över fem kommuner – Loulé, Faro, Olhão, Tavira och Vila Real de Santo António.
Från att tidigare ha varit naturreservat (reserva natural), blev området naturpark år 1987.
Miljoner fåglar besöker området varje år: en del för att häcka eller tillbringa vintern där, en del för att rasta under sina resor mellan Europa och Afrika.

## Fauna

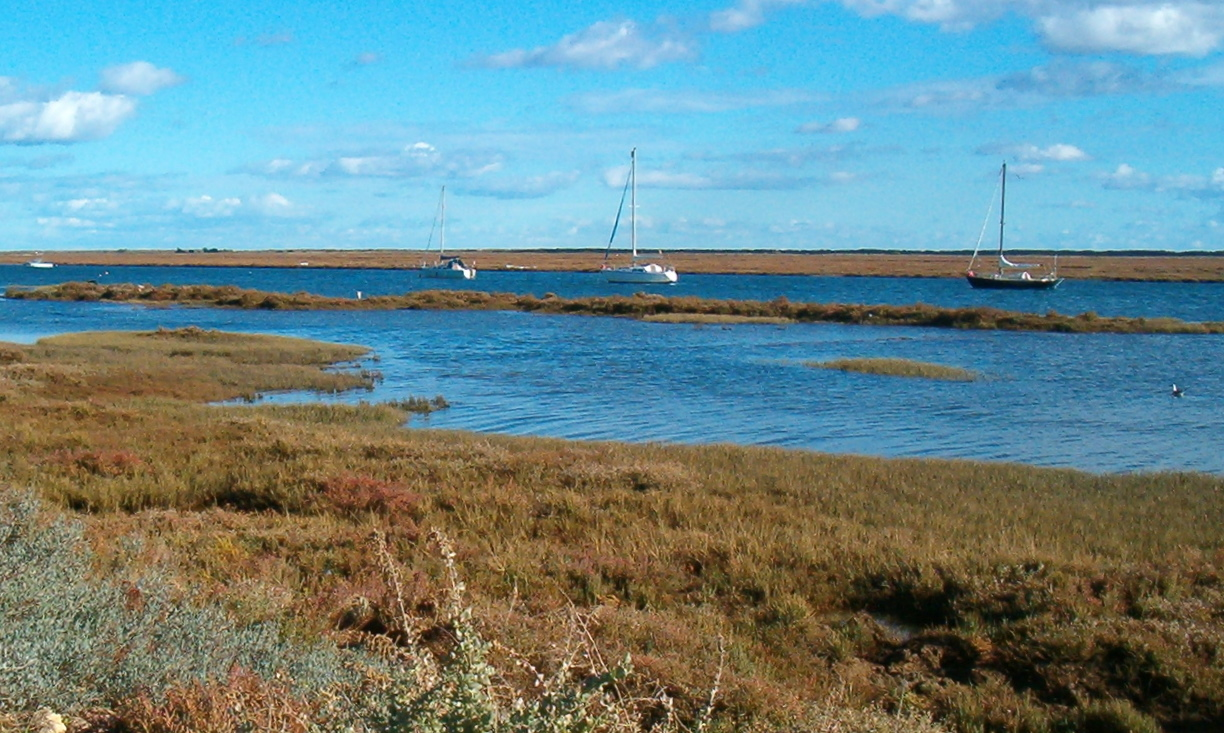
Ilha de Tavira
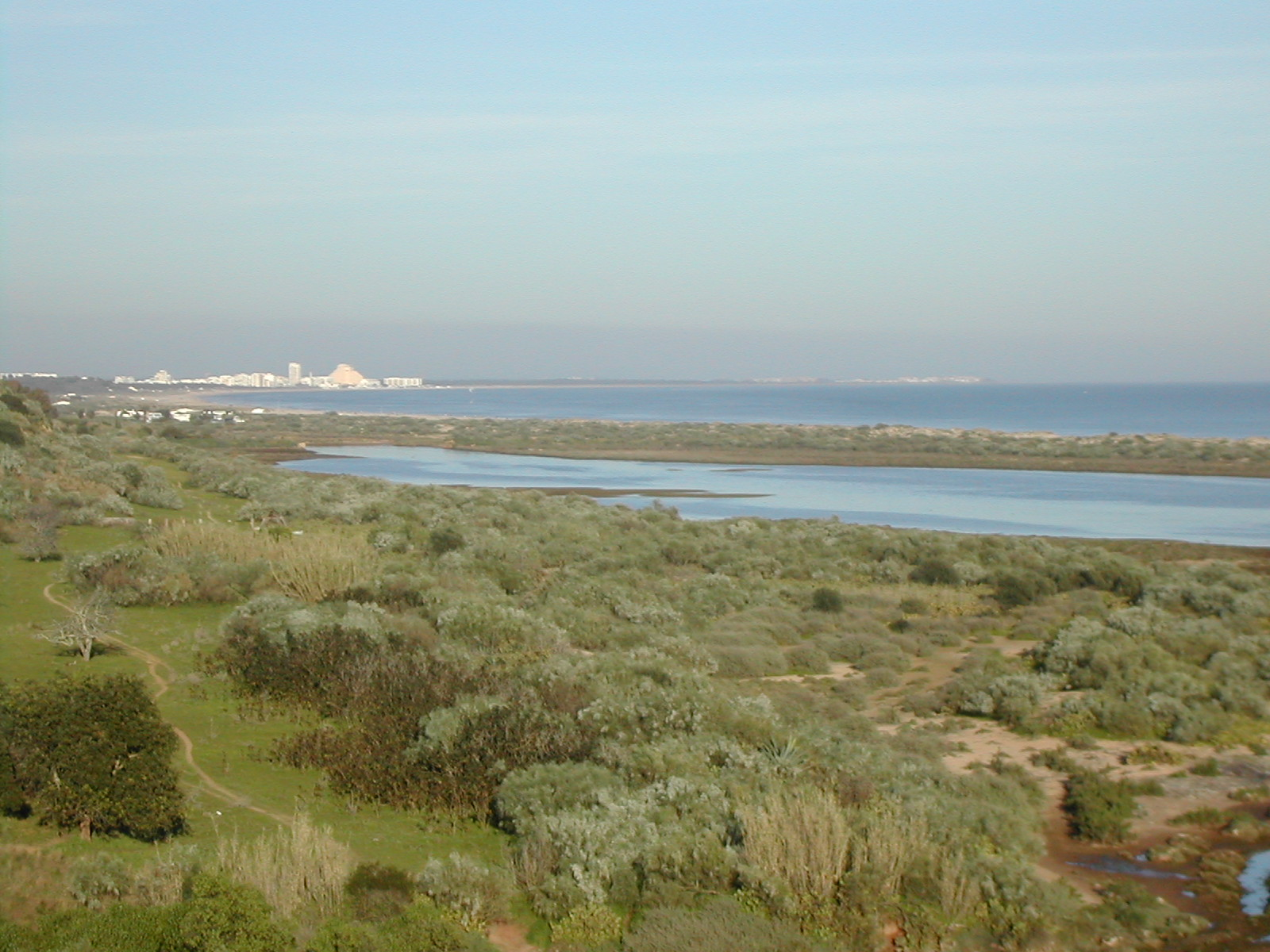
Cacela Velha
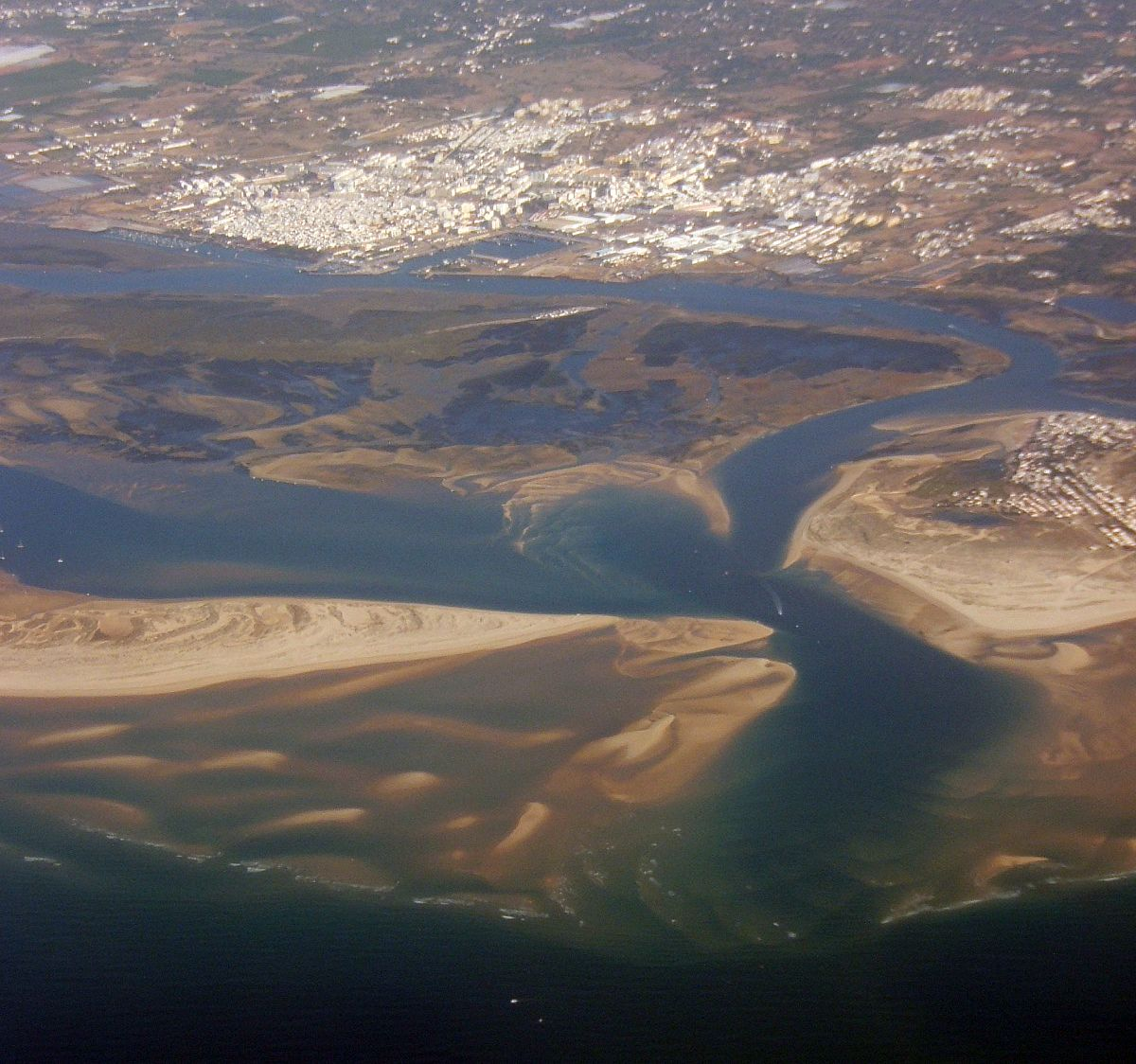
Olhão

- skedand
- kricka
- kustpipare
- purpurhöna
- flamingo
- ormvråk
- morkulla
- kungsfiskare
- kameleont
- musslor
- guldbrax
- havsabborre
- räkor

- Ilha de Tavira
- Cacela Velha
- Olhão